# تاکارلیکوو
تاکارلیکوو (انگلیسی: Takarlikovo) یک شهرک در شهرستان دیورتیورلینسکی در استان باشقیرستان کشور روسیه است.